# Revolución brabanzona

Escena de una popular insurrección en Gante a favor del ejército patriota en noviembre de 1789.

La Revolución brabanzona, también conocida como la Contra-Revolución (Révolution brabançonne o contre-révolution en francés), se desarrolló en los Países Bajos Austriacos, entre los años 1787 y 1790, bajo el reinado de José II de Habsburgo. Esta revolución rechazaba las reformas progresistas de José II, y condujo después de la batalla de Turnhout (1789), en 1790, a la creación de los Estados Belgas Unidos, que no alcanzaron el año de vida debido a la derrota en la batalla de Falmagne (Dinant) el 22 de septiembre. Sin embargo, sería uno de los orígenes de la futura Revolución francesa.

## Causas de la Revolución
José II llegó al poder en 1780, sucediendo a la reina María Teresa I de Austria tras sus cuarenta años de reinado. José II, emperador de Austria, poseía también una serie de terrenos en los Países Bajos Austriacos, como el Ducado de Brabante, el Condado de Hainaut, o el Condado de Flandes. Alcanzado el poder, trata de imponer una serie de reformas laicas centralistas en todos los territorios que dominaba, sin llevar a cabo el proceso habitual: la consulta a los Estados provinciales. Estas medidas desembocaron en una fuerte oposición, tanto por razones de fondo como de forma.

## Las reformas de José II
El ambicioso programa de reformas de José II abarcaba los ámbitos religioso, económico, administrativo y judicial:

### Reformas religiosas
En 1781, publica un edicto de tolerancia, que reconocía la libertad de culto y permitía a los protestantes y a los judíos acceder a los cargos públicos.
Reduce la participación y el poder de la Iglesia católica sobre el Estado y las decisiones políticas, limitando su capacidad de censura.
Instaura el matrimonio civil y el divorcio, y establece la libertad de conciencia, autorizando las escuelas de confesión no católica.
Múltiples órdenes ven confiscados sus bienes, siendo destinados a la construcción de hospitales y escuelas.
El edicto de tolerancia fue muy impopular entre los católicos, pero como los no católicos eran una pequeña minoría, esta no tuvo apoyo real.

### Reformas económicas
En 1786 proclama un edicto que impone la libre circulación del grano.
Obliga a reducir la regalía feudal.

### Reformas administrativas y jurídicas
En 1787, José II modifica por completo la estructura administrativa y judicial de la Edad Media. Suprime los tres consejos colaterales, y crea el Consejo General del Gobierno de los Países Bajos, presidido por un ministro dependiente del emperador. Modifica la estructura territorial de las antiguas provincias.
Las jurisdicciones existentes señoriales, urbanas y eclesiásticas, son igualmente suprimidas y reempleazadas por una organización jerarquizada.
Este conjunto de decisiones unilaterales, sin la consulta de los Estados, fue la base de la Revolución Brabanzona.